# Rafał Gliński
Rafał Gliński (ur. 29 grudnia 1982 we Wrocławiu) – polski piłkarz ręczny, rozgrywający, od 2015 zawodnik Górnika Zabrze.

## Kariera sportowa
Początkowo występował w grającym w Ekstraklasie Śląsku Wrocław. W 2006 przeszedł do TV Willstätt. Na początku 2009 rozwiązał kontrakt z niemieckim klubem (przyczyną były problemy finansowe drużyny) i podpisał umowę z Vive Kielce. Z kieleckim zespołem dwukrotnie wywalczył mistrzostwo Polski i trzykrotnie zdobył Puchar Polski. W barwach Vive występował ponadto w Lidze Mistrzów, zdobywając w tych rozgrywkach cztery bramki w sezonie 2009/2010. W latach 2011–2015 reprezentował barwy Stali Mielec. W 2015 przeszedł do Górnika Zabrze.
W 2002 wraz z młodzieżową reprezentacją Polski zdobył mistrzostwo Europy U-20 – w turnieju, który odbył się w Polsce, rzucił osiem bramek w siedmiu meczach.
W reprezentacji Polski zadebiutował 20 marca 2008 w wygranym meczu ze Słowacją (29:28), w którym rzucił dwie bramki i został wybrany najlepszym zawodnikiem spotkania. W 2009 zdobył brązowy medal podczas mistrzostw świata w Chorwacji. W turnieju tym wystąpił we wszystkich meczach, zdobywając 10 goli. Był w szerokiej kadrze na mistrzostwa Europy w Austrii (2010) oraz mistrzostwa Europy w Danii (2014; z udziału w tym turnieju wykluczyła go kontuzja łydki). W 2016 uczestniczył w mistrzostwach Europy w Polsce, podczas których wystąpił w sześciu meczach i rzucił cztery bramki.

W 2021 roku został trenerem Handball Stali Mielec

## Sukcesy
Vive Kielce
- Mistrzostwo Polski: 2008/2009, 2009/2010
- Puchar Polski: 2008/2009, 2009/2010, 2010/2011

Reprezentacja Polski
- 1. miejsce w mistrzostwach Europy U-20: 2002
- 3. miejsce w mistrzostwach świata: 2009